# Chilomycterus affinis
Chilomycterus affinis és una espècie de peix de la família dels diodòntids i de l'ordre dels tetraodontiformes.

## Morfologia
- Els mascles poden assolir 55 cm de longitud total.[3][4]

## Hàbitat
És un peix marí, de clima subtropical i associat als esculls de corall que viu entre 3-27 m de fondària.

## Distribució geogràfica
Es troba al Pacífic: des del Japó fins a Califòrnia, les Illes Galápagos i el Perú.